# インタビューここから
『インタビューここから』は、NHK総合テレビジョンで、日本の祝日（日曜日と重なる場合は振替休日に放送。国民の休日が生じる日にも放送される場合がある）を中心に7:30 - 7:53（2022年9月23日から）に放送されているインタビュー番組である。
元々は『ホリデーインタビュー』として1993年度から2013年度にかけて放送していたものをリニューアルしたもので、全国54のNHK各放送局のアナウンサーが自ら企画・取材・インタビュアー（基本的に迎えるゲストの出身地の都道府県（北海道は道内7ブロック、福岡県は福岡都市圏・北九州都市圏それぞれに放送局があるため、その地域の配分に準ずる。また広域放送に当たる、関東1都6県、東海3県、近畿2府4県はまれに、出身地に関係なくその地域の基幹放送局である首都圏放送センター（現：首都圏局）、名古屋放送局、大阪放送局のアナウンサーが担当することもある））のすべてを担当し、ゲストのこれまでの人生での苦労談や、支えとなっていた思い出の場所、原点となった場所を取材し、ゲストへのインタビューを展開する。

## 放送リスト
| 出演者                                               | 初回放送日     | 聞き手               |
| ---------------------------------------------------- | -------------- | -------------------- |
| 高橋陽一（漫画家）                                   | 2014年 3月21日 | 荻山恭平             |
| 佐藤真海（パラ陸上選手）                             | 4月29日        | 一柳亜矢子           |
| 中嶋悟（元F-1レーサー）                              | 5月3日         | 比田美仁             |
| 名嘉睦稔（板画家）                                   | 5月6日         | 大野克郎             |
| 石黒浩（ロボット工学者）                             | 7月21日        | 横尾泰輔             |
| 上橋菜穂子（児童文学作家）                           | 9月15日        | 斉藤孝信             |
| 楳図かずお（漫画家）                                 | 9月23日        | 宮﨑浩輔             |
| 篠原勝之（芸術家）                                   | 11月3日        | 古野晶子             |
| 月亨方正（落語家）                                   | 11月24日       | 北郷三穂子           |
| 西芳照（シェフ）                                     | 12月23日       | 栗原望               |
| 真山仁（小説家）                                     | 2015年 1月12日 | 住田功一             |
| 田島隆（漫画原作者）                                 | 2月11日        | 後藤康之             |
| 今泉伊左衛門（陶芸家）                               | 3月21日        | 丹沢研二             |
| 天野浩（工学博士）                                   | 4月29日        | 永井伸一             |
| 残間里江子（プロデューサー）                         | 5月4日         | 内美登志             |
| 藤本隆宏（俳優）                                     | 5月5日         | 猪原智紀             |
| 田中泯（振付師）                                     | 5月6日         | 杉原満               |
| 加山雄三（俳優）                                     | 7月20日        | 黒崎めぐみ           |
| 萩本欽一（コメディアン）                             | 9月21日        | 小田切千             |
| 一青窈（歌手）                                       | 9月22日        | 鎌倉千秋             |
| 東村アキコ（漫画家）                                 | 9月23日        | 荒井匡               |
| 加藤登紀子（歌手）                                   | 10月12日       | 岩槻里子             |
| 長渕剛（音楽家）                                     | 11月3日        | 二宮直輝             |
| 又吉直樹                                             | 11月23日       | 井上あさひ           |
| 室屋義秀（曲技飛行パイロット）                       | 12月23日       | 吾妻謙               |
| 小山薫堂（放送作家）・長渕剛（音楽家）               | 2016年 1月11日 | 黒氏康博 二宮直輝    |
| 上村愛子（スキー女子モーグル元日本代表）             | 2月11日        | 関根太郎             |
| 森保一（サッカー監督）                               | 3月21日        | 吉松欣史             |
| 坂本冬美（歌手）                                     | 4月29日        | 谷口慎一郎           |
| 湯川れい子（音楽評論家）                             | 5月3日         | 小野文惠             |
| 澤穂希（サッカー選手）                               | 5月4日         | 一柳亜矢子           |
| はなわ（お笑いタレント）                             | 5月5日         | 富田典保             |
| 野村忠宏（元柔道家）                                 | 7月18日        | 太田雅英             |
| 小松政夫（コメディアン）                             | 9月19日        | 渡邊あゆみ           |
| 和田一浩（元プロ野球選手）                           | 9月22日        | 永井伸一             |
| 君原健二（長距離走選手）                             | 10月10日       | 遠藤亮               |
| ケーシー高峰（タレント）                             | 11月3日        | 島田政男             |
| 南こうせつ（シンガーソングライター）                 | 12月23日       | 吉田一貴             |
| 松田丈志（競泳選手）                                 | 2017年 1月9日  | 岡崎太希             |
| 村田沙耶香（作家）                                   | 2月11日        | 渡邊あゆみ           |
| 内藤大助（元プロボクサー）                           | 4月29日        | 鈴木貴彦             |
| 川中美幸（演歌歌手）                                 | 5月3日         | 宮﨑大地             |
| 大村智（化学者）                                     | 5月4日         | 中川緑               |
| 具志堅用高（元プロボクサー）                         | 5月5日         | 大橋拓               |
| 朝井リョウ（小説家）                                 | 7月17日        | 望月豊               |
| 久米明（俳優）                                       | 8月11日        | 小野文惠             |
| 秋元康                                               | 9月18日        | 渡邊あゆみ           |
| 綾戸智絵（ジャズシンガー）                           | 9月23日        | 吉田真人             |
| 髙田延彦（タレント）                                 | 10月9日        | 小松宏司             |
| 高橋優（シンガソングライター）                       | 11月3日        | 高橋篤史             |
| 中田ヤスタカ                                         | 11月23日       | 越塚優               |
| 三山ひろし（演歌歌手）                               | 12月23日       | 千野秀和             |
| コロッケ（ものまねタレント）                         | 2018年 1月8日  | 稲塚貴一             |
| 財前直見（女優）                                     | 2月12日        | 寺澤敏行             |
| 世良公則（ミュージシャン・俳優）                     | 3月21日        | 福田光男             |
| 中村雅俊（俳優）                                     | 4月30日        | 小野文惠             |
| 伊達公子（テニス選手）                               | 5月3日         | 酒井博司             |
| 松本隆（作詞家）                                     | 5月4日         | 柴田祐規子           |
| 進撃の巨人 作者 諫山創（漫画家）                     | 5月5日         | 寺澤敏行             |
| 細田守（アニメーション監督）                         | 7月16日        | 杉嶋亮作             |
| 美輪明宏（歌手）                                     | 8月11日        | 塩田慎二             |
| 草笛光子（女優）                                     | 9月17日        | 小野文惠             |
| 山本一力（作家）                                     | 9月24日        | 長野亮               |
| 高倉麻子（なでしこジャパン 監督）                    | 10月8日        | 山田賢治             |
| 浅田真央（元プロスケーター）                         | 11月3日        | 船岡久嗣             |
| 武田双雲（書道家）                                   | 11月23日       | 魚住優               |
| 夏井いつき（俳人）                                   | 12月24日       | 首藤奈知子           |
| 宮廻正明（日本画家）                                 | 2019年 1月14日 | 斎康敬               |
| 辻村深月（作家）                                     | ２月11日       | 伊東敏恵             |
| 柚月裕子（作家）                                     | 3月21日        | 佐藤龍文             |
| 平成総集編（1）                                      | 4月29日        |                      |
| 平成総集編（2）                                      | 4月30日        |                      |
| 小田和正（ミュージシャン）                           | 5月1日         | 阿部渉               |
| サンドウィッチマン（お笑いコンビ）                   | 5月2日         | 千葉美乃梨           |
| 山本篤（パラ陸上選手）                               | 5月3日         | 狩野史長             |
| 吉田修一（作家）                                     | 5月4日         | 黒氏康博             |
| 楢﨑正剛（サッカー元代表）                           | 5月6日         | 橋詰彩季             |
| 棚橋弘至（プロレスラー）                             | 7月15日        | 池田耕一郎           |
| 新海誠（アニメーション映画監督）                     | 8月12日        | 宮崎大地             |
| MAGUS（マジシャン）                                  | 9月16日        | 古谷敏郎             |
| 大和田伸也（俳優）                                   | 9月23日        | 平野哲史             |
| 松尾スズキ（俳優・劇作家）                           | 10月22日       | 廣瀬雄大             |
| 藤子不二雄A（漫画家）                                | 11月23日       | 梶原典明             |
| 山中伸弥（医師）                                     | 2020年 1月13日 | 出山知樹             |
| 新井貴浩（元プロ野球選手）                           | 2月11日        | 黒田信哉             |
| 川井郁子（ヴァイオリニスト）                         | 2月24日        | 谷地健吾             |
| 増田明美（スポーツジャーナリスト）                   | 3月20日        | 小野文惠             |
| 中川翔子（歌手、タレント）                           | 4月29日        | 池田伸子             |
| 安藤忠雄（建築家）                                   | 5月4日         | 井田香菜子           |
| 福原愛（元卓球選手）                                 | 5月5日         | 塚本貴之             |
| 折茂武彦（元プロバスケットボール選手）               | 5月6日         | 横山哲也             |
| 野田洋次郎（ロックバンド「RADWIMPS」メンバー）       | 7月23日        | 高瀬耕造             |
| 宮沢和史（ミュージシャン）                           | 8月10日        | 池間昌人             |
| 田丸雅智（小説家）                                   | 9月21日        | 首藤奈知子           |
| 武田真治（俳優）                                     | 9月22日        | 塚原愛               |
| 佐渡裕（指揮者）                                     | 11月3日        | 今城和久             |
| 伊藤英明（俳優）                                     | 11月23日       | 岡崎太希             |
| イモトアヤコ（タレント）                             | 2021年 1月11日 | 廣田直敬             |
| 吉野彰（ノーベル化学賞受賞者）                       | 2月11日・14日  | 滑川和男             |
| 伊藤智也（車椅子陸上競技選手）                       | 2月23日        | 浅井理               |
| 北島三郎（歌手）                                     | 3月20日        | 小田切千             |
| ムロツヨシ（俳優）                                   | 4月29日        | 青井実               |
| 尾畠春夫（ボランティア）                             | 5月4日         | ホルコムジャック和馬 |
| ティモンディ（お笑いコンビ）                         | 5月5日         | 首藤奈知子           |
| 大原千鶴（料理研究家）                               | 7月22日        | 岩槻里子             |
| ちばてつや（漫画家）                                 | 7月23日        | 井上二郎             |
| 五木ひろし（歌手）                                   | 8月9日         | 小松宏司             |
| 瀧島未香（インストラクター）                         | 9月20日        | 古谷敏郎             |
| 古坂大魔王（お笑い芸人）                             | 9月23日        | 高市佳明             |
| 富田宇宙（パラ競泳選手）                             | 11月3日        | 法性亮太             |
| 五郎丸歩（ラグビー元日本代表）                       | 11月23日       | 高栁秀平             |
| 本橋麻里（カーリングチーム代表理事）                 | 2022年 1月10日 | 筒井亮太郎           |
| 里見香奈（女流棋士）                                 | 2月11日        | 澤田拓海             |
| 荒木絵里香（バレーボール元日本代表）                 | 2月23日        | 別井敬之             |
| （総集編 2022春）                                    | 3月21日        |                      |
| 山口一郎（ミュージシャン）                           | 4月29日        | 小西政親             |
| 岩出雅之（元大学ラグビー監督 ）                      | 5月3日         | 伊藤慶太             |
| 井上涼（アーティスト）                               | 5月4日         | 宮﨑浩輔             |
| 大久保嘉人（サッカー元日本代表）                     | 5月5日         | 木花牧雄             |
| 中原丈雄（俳優）                                     | 7月18日        | 稲塚貴一             |
| 二所ノ関親方（元横綱稀勢の里）                       | 8月11日        | 三輪洋雄             |
| 植田紳爾（演出家）                                   | 9月23日        | 堀越将伸             |
| U字工事（お笑い芸人）                                | 9月25日        | 礒野佑子             |
| 猪子寿之（実業家）アート集団代表                     | 10月10日       | 小見誠広             |
| 葛西紀明（スキージャンプ選手）                       | 11月3日        | 笠井大輔             |
| 小室哲哉（音楽家）                                   | 11月23日       | 廣瀬智美             |
| 山寺宏一（声優）                                     | 2023年 1月9日  | 千葉美乃梨           |
| 山田洋次（映画監督）                                 | 2月11日        | 小野文惠             |
| 青木さやか（タレント）                               | 2月23日        | 越塚優               |
| aiko（シンガーソングライター）                       | 4月29日        | 杉浦友紀             |
| ジェーン・スー（コラムニスト・ラジオパーソナリティ） | 5月3日         | 杉浦友紀             |
| 森山泰行（元プロサッカー選手）                       | 5月5日         | 金城均               |
| 小堺一機（タレント）                                 | 7月17日        | 守本奈実             |
| 原田美枝子（俳優）                                   | 8月11日        | 鈴木奈穂子           |
| 荒川静香（プロフィギュアスケーター）                 | 9月18日        | 黒住駿               |
| 髙田真希（バスケットボール女子日本代表 ）            | 10月22日       | 酒匂飛翔             |
| 森岡毅（マーケター）                                 | 11月3日        | 高瀬耕造             |
| 小手伸也（俳優）                                     | 11月23日       | 浅田春奈             |
| 鴻上尚史（作家・演出家 ）                            | 2024年 1月8日  | 松田利仁亜           |
| 竹原ピストル（シンガーソングライター/俳優）          | 2月12日        | 向井一弘             |
| 光石研（俳優）                                       | 2月23日        | 神戸和貴             |
| 佐野史郎（俳優）                                     | 3月20日        | 北野剛寛             |
| 関根勤（タレント）                                   | 4月29日        | 守本奈実             |
| 磯田道史（歴史学者）                                 | 5月4日         | 渡邊佐和子           |
| デーブ・スペクター（放送プロデューサー）             | 5月6日         | 山田賢治             |
| 蝶花楼桃花（落語家）                                 | 7月15日        | 浅田春奈             |
| 田中達也（ミニチュア写真家/見立て作家）              | 9月16日        | 大川悠介             |
| 佐久間宣行（テレビプロデューサー）                   | 9月23日        | 吾妻謙               |
| 武井壮（タレント・俳優）                             | 10月14日       | 佐々木芳史           |
| 甲本雅裕（俳優）                                     | 11月4日        | 塩田慎二             |
| 花谷泰広（登山家）                                   | 11月23日       | 広坂安伸             |
| 岡田武史（サッカー元日本代表監督）                   | 2025年 1月13日 | 星野圭介             |
| ジャガー横田（プロレスラー）                         | 2月11日        | 庭木櫻子             |
| AI（アーティスト）                                   | 2月24日        | 白鳥哲也             |
| 見延和靖（フェンシング日本代表）                     | 3月20日        | 小林陽広             |
| 藤井フミヤ（歌手）                                   | 4月29日        | 三條雅幸             |
| 今田美桜（俳優）                                     | 5月3日         | 林田理沙             |
| 松山智一（現代日美術家）                             | 5月5日         | 大川悠介             |
| 栗山英樹（WBC日本代表前監督）                        | 5月6日         | 筒井亮太郎           |

1. ↑  後述する途中打ち切りのため、12月24日に全編補完放送。

## 放送変更などの事例
- 2022年11月3日放送回（ゲスト：葛西紀明）は北朝鮮のミサイル発射実験のニュースで中断、Jアラート発出（画面切り替え）により7時50分で打ち切り終了、12月24日 11:15 - 11:38の枠で全編補完放送された。
- 2025年7月21日（月曜日、海の日）は前日に投開票された第27回参議院議員通常選挙の報道の関係上、『おはよう日本』を通常通り、つまりは平日版と同じ放送時間に編成したため、放送を見送る措置を取った。